# UDAS
| 13437 Wellton-Persson | 28 novembre 1999 |
| 138200 Anderswall     | 10 marzo 2000    |

UDAS, sigla di Uppsala-DLR Asteroid Survey (traduzione letterale dall'inglese: "Ricerca di asteroidi Uppsala-DLR"), è un progetto per la ricerca di asteroidi e comete con particolare enfasi sui NEO.
È un progetto avviato nel 1999 raccogliendo l'eredità del programma ODAS, interrotto per mancanza di finanziamenti, e come proseguimento del programma UDTS chiuso l'anno precedente.  Il progetto è gestito in collaborazione tra l'Università di Uppsala in Svezia e il tedesco Deutsches Zentrum für Luft- und Raumfahrt. Si avvale delle strutture dell'Osservatorio di Kvistaberg, una delle stazioni periferiche dell'Osservatorio astronomico di Uppsala.
Il Minor Planet Center gli accredita la scoperta di 255 asteroidi, effettuate tra il 1999 e il 2005.